# Ostatnie kuszenie Chrystusa (powieść)
Ostatnie kuszenie Chrystusa (ngr. Ο τελευταίος πειρασμός O teleutaios peirasmos) – powieść Nikosa Kazandzakisa  wydana w 1951 roku. 
Opowiada o życiu Jezusa z jego perspektywy i skupia się na tym, iż choć wolny od grzechu, to zmuszony był zmagać się z pokusami, walczyć ze strachem, depresją, zwątpieniem, niechęcią i pożądaniem.
Opublikowanie powieści wywołało wiele kontrowersji, a książkę Watykan w 1954 przejściowo umieścił na indeksie książek zakazanych.
W 1988 Martin Scorsese nakręcił na podstawie powieści film z Willemem Dafoe w roli głównej; miejscem zdjęć były pustynie i krajobrazy Maroka.